# Nyikita Szergejevics Mihalkov
Nyikita Szergejevics Mihalkov (Moszkva, 1945. október 21. –) Oscar-díjas orosz filmrendező, filmszínész. Testvérbátyja Andrej Szergejevics Koncsalovszkij filmrendező.

## Élete

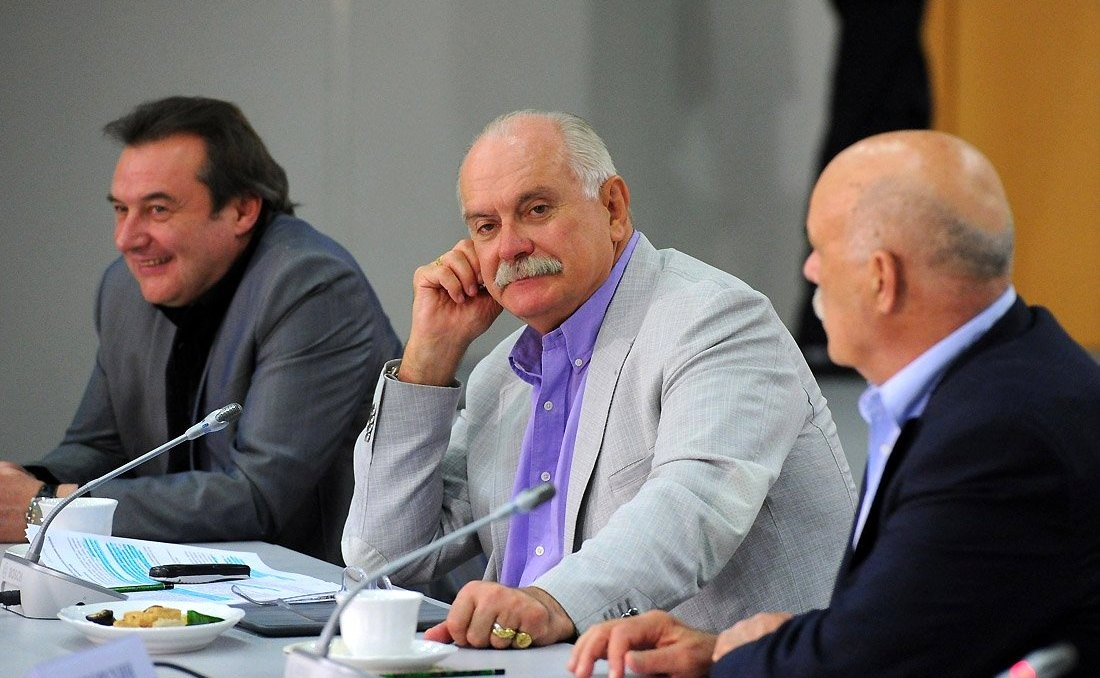

Szülei Szergej Vlagyimirovics Mihalkov és Natalja Koncsalovszkaja.
1963–1966 között a Scsukin Színiiskolában színészetet tanult. 1971-ben szerzett diplomát a moszkvai Filmművészeti Főiskola rendező szakán, Mihail Iljics Romm tanítványaként.
1958-tól filmstatiszta volt. 1961 óta filmrendező. 1968-ban rendezte első filmjét, a Hazajövőket. 1974-ben készítette el első önálló filmjét: Idegenek között (Свой среди чужих, чужой среди своих) címmel. Egy évvel később A szerelem rabja című filmje a régi filmforgatásokat mutatta be. 1977-ben az Etűdök gépzongorára című filmjével elnyerte a San Sebastian-i Filmfesztivál nagydíját. Az 1987-ben készített Fekete szemek című filmje is nagy sikert aratott. Az 1994-es Csalóka napfény című filmje elnyerte a legjobb idegennyelvű filmnek járó Oscar-díjat. 1995-től duma-képviselő. 1997-től az Orosz Filmművészeti Szövetség első titkára.

## Magánélete
Első felesége Anasztaszija Vertyinszkaja volt, akivel még a Scsukin Színiiskolában ismerkedett meg. Közel négy évig tartó házasságukból született fiuk, Sztyepan Nyikityics Mihalkov (1966) színész, producer, üzletember, étteremhálózat-tulajdonos Moszkvában.
Második felesége (1973) Tatyjana Jevgenyjevna Mihalkova. Két lányuk: Anna (1974) és Nagyezsda (1986) színésznő; fiuk, Artyom (1975) színész, rendező.

## Filmjei

### Színészként
- A Nap mindenkinek világít (1959)
- Felhők Borszk felett (1961)
- Kros kalandjai (1962)
- Moszkvai séta (1963)
- Egy élet hosszúságú év (1965)
- A nevük azonos (1965)
- Nem a legszerencsésebb nap (1966)
- Csillagosok, katonák (1967)
- A jégsziget foglyai I.-II. (1969)
- Dal Mansukról (1969)
- Nemesi fészek (1969)
- Sport, sport, sport (1970)
- A postamester (1972)
- Szibériáda I.-II. (1976-1979)
- A festő felesége (1981)
- Lebegés (1982)
- A közlekedési felügyelő (1982)
- Kétszemélyes pályaudvar (1982)
- Kegyetlen románc (1984)
- Megalázottak és megszomorítottak (1996)
- Persona non grata (2005)
- Az államtanácsos (2005)
- 12 (2007) (rendező és forgatókönyv is)

### Rendezőként
- Hazajövők (1968)
- Egy nyugodt nap a háború végén (rövidfilm, diplomamunka; 1970)
- Idegenek között (Свой среди чужих, чужой среди своих) (1974) (színész és forgatókönyvíró is)
- A szerelem rabja (1975)
- Etűdök gépzongorára (1976) (Csehov művei alapján; forgatókönyvíró is)
- Öt este (1979)
- Oblomov néhány napja (1979) (Goncsarov regénye alapján; forgatókönyvíró is)
- Pereputty (1981) (színész is)
- Tanúk nélkül (1983)
- Fekete szemek (1986) (forgatókönyvíró is)
- Urga (1990) (forgatókönyvíró is)
- Autóstop (1990)
- Csalóka napfény (Утомлённые солнцем) (1994) (színész is)
- Anna (1994)
- A revizor (1996) (színész is)
- A szibériai borbély (1998) (színész és forgatókönyvíró is)
- Hit, remény, vér (2000)
- Csalóka napfény II. (2010)
- Csalóka napfény III. (2011)

### Forgatókönyvíróként
- Transzszibériai expressz (1977)

## Díjai
- Kazah Állami Díj (1978)
- Komszomol-díj (1978)
- az OSZSZSZK népművésze (1984)
- Arany Oroszlán díj (1991)
- Félix-díj (1993)
- Nyika-díj (1993) Urga
- A cannes-i fesztivál nagydíja (1994) Csalóka napfény
- Oscar-díj (1994) Csalóka napfény
- a prágai Arany Gólem-fesztivál életműdíja (1995)
- kairói Ezüst Piramis-életműdíj (1996)